# Blue (Storace/Vergeat)
Blue è un album in studio duo Marc Storace e Vic Vergeat, pubblicato dall'Etichetta discografica Eurostar Records nel 1991.

## Tracce
1. It's Gonna Be Allright (Vergeat/Storace) 4:05
2. Searchin' (Vergeat/Storace) 4:50
3. Power Of Love (Vergeat/Storace) 3:37
4. Fly (Vergeat/Storace) 4:49
5. You Can't Stop The Rainfall (Vergeat/Storace/Papst) 4:09
6. When A Man Loves A Woman (Lewis/Wright) 3:43
7. Go (Vergeat/Storace) 4:08
8. Fells Like Paradise (Vergeat/Storace) 5:04
9. I Wanna Thank You (Vergeat/Storace) 3:24
10. Hold On (Vergeat/Storace) 4:46
11. I Don't Wonna Hear (Vergeat/Storace) 5:19
12. Still Like The First Time (Vergeat/Storace) 3:40

## Formazione
- Marc Storace - voce
- Vic Vergeat – chitarra/Tastiere/Hammond/Cori
- Robert Papst - chitarra/Tastiere
- Angie Layne – cori
- Claudia Haas – cori in You Can't Stop The Rainfall